# Cardioglossa annulata
Cardioglossa annulata es una especie de anfibio anuro de la familia Arthroleptidae.

## Distribución geográfica
Esta especie es endémica de Congo-Brazzaville. Se encuentra con Mayoko y Tsinguidi. Su presencia es incierta en Gabón.

## Publicación original
- Hirschfeld, Blackburn, Burger, Greenbaum, Zassi-Boulou & Rödel, 2015: Two new species of long-fingered frogs of the genus Cardioglossa (Anura: Arthroleptidae) from Central African rainforests. African Journal of Herpetology, vol. 64, n.º 2, p. 81–102.[4]